# Герб Кашинского района
 Герб муниципального образования «Ка́шинский район» Тверской области Российской Федерации.
Герб утверждён Постановлением № 27 Собрания депутатов Кашинского района Тверской области 27 октября 1998 года.
Герб внесён в Государственный геральдический регистр Российской Федерации под регистрационным номером 478.

## Описание герба
«В лазоревом (синем, голубом) поле серебряный фонтан в трех струях, бьющий из золотой чаши и сопровождаемый: во главе — червлёной (красной) золотыми украшениями митрой, соединённой с распростёртым золотым с червлёными крестами омофором, а в оконечности — тремя ступками белил — двумя и одной».

## Обоснование символики

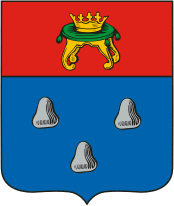
Герб Кашина (1780)

В основу герба Кашинского района положен исторический герб города Кашина, Высочайше утверждённого 10 (21) октября 1780 года вместе с другими гербами городов Тверского наместничества: в верхней части щита герб Тверской, в нижней части щита «В голубом поле три ступки белил, каковыми заводами сей город весьма славится».
На гербе Кашинского района три ступки белил исторического герба сочетаются с изображением фонтана, символизирующего кашинские минеральные воды. Бальнеологическим курортом Кашин стал во второй половине XX века, а производство минеральной воды — важная отрасль городской промышленности. Кроме того, на гербе Кашинского района представлены епископская митра и лента, как символ того, что город является важным религиозным центром в Тверской области. Упоминание Кашина входит в состав официального титула тверских епископов («епископ Тверской и Кашинский»).

## История герба
В советское время был выпущен сувенирный значок с эмблемой герба Кашина. На эмблеме были изображены: в голубом поле серебряный фонтан с бьющими из него струями воды, над ним золотая многолучевая звезда, под фонтаном шестерня в центре которой на красном поле стилизованное изображение «импульса». В основании щита надпись «Кашин» 1287 г.
Данная композиция, вместе со ступками из исторического герба Кашина послужили основой для создания герба Кашинского района.